# Селезнёво (Ленинградская область)
Селезнёво (до 1948 — Юкспяя, фин. Ykspää) — посёлок в Выборгском районе Ленинградской области. Административный центр Селезнёвского сельского поселения.

## Название
Зимой 1948 года деревне Юкспяя было выбрано новое название — Малиновка. Выбор был обоснован «природными условиями». После рассмотрения данного решения на комиссии по переименованию, был сделан вывод о целесообразности использования иного топонима, которым стало наименование Селезнёво, которое было образовано от фамилии погибшего воина Петра Ивановича Селезнёва.
Переименование было закреплено указом Президиума ВС РСФСР от 13 января 1949 года.

## История
В 1323 году в Ореховском договоре впервые упоминается поместье Юкспяя, где записано, что новгородцам разрешается рыбачить в его водах. Шведский король Густав I Ваза сделал из поместья продовольственную снабженческую базу для крепости Выборг. На учёте был урожай, собираемый с этих земель, при малейшем подозрении о недоимках следовал грозный приказ в Выборг. Тридцатилетняя война в Швеции и падение королевы Кристины привело её к финансовому краху. Королевские земли продавались. В связи с этим в 1651 году усадьба Юкспяя была продана главному советнику, судье Иохану фон Ротенбергу. В 1657 году он умер, и усадьбу унаследовала его дочь Элеонора, которая после смерти своего мужа Адамковича вновь передала усадьбу во владение шведской короне.
По окончании Северной войны имение Юкспяя было передано графу Шувалову Ивану Максимовичу Старшему. Генерал занялся постройкой хозяйственных служб. Из центра России были привезены крепостные, которые отстроили гранитный хлев на 100 голов коров 80 метров длиной (позднее здание сильно пострадало в результате пожара в 1917 году, но в 1925 году одна часть здания была восстановлена под конюшню, а другая — в 1930 году под новый хлев на 90 голов).
В XVIII веке владельцами поместья были купец Ольчин, капитан Ивановский и др. Они содействовали развитию сельского хозяйства. На территории поместья была организована хозяйственная выставка.
- Усадьба Юкспяя в начале XX века

Московский «хлебный король» Башкиров приобрёл имение Юкспяя незадолго до революционных событий, поэтому развернуться ему здесь не удалось.
Особенно оно расцвело в 20-е годы XX века: шло активное строительство, расстроилась конюшня. В обеих её частях были установлены водопровод и автопоилка. Также были сооружены молотилка, элеватор, мельница, построена пилорама, где была установлена циркулярная пила и строгальная машина. В Юкспяя была своя гидроэлектростанция с плотиной, она подавала электроэнергию в усадьбу и обеспечивала электричеством главное здание.
В целом участок поместья составлял 426 га, из которых под сады было отдано 3,5 га, поля — 207,5 га. Поля были частично отданы под хлебные угодья, а 13 га — луга. Остальные участки — это лесные массивы.
Кроме основного строения усадебного дома в поместье были: здание для прислуги около берега реки Юкспяяйоки (фин. Ykspääjoki, ныне река Селезнёвка), окружённое цветами и кустарниками, а также три жилых дома: 2-этажное здание для дворовых людей, маленький домик на две семьи и дом садовника.
- Деревня Юкспяя на финской карте 1923 года

В 1937 году в деревне Юкспяя насчитывалось 174 жителя, в деревне было 379 га леса,301 га пашни и 3 га лугов.
До 1939 года деревня Юкспяя входила в состав Выборгского сельского округа Выборгской губернии Финляндской республики. Усадьба Юкспяя была разорена в годы Советско-финской войны (1939—1940).
С 1 января 1940 года по 31 октября 1944 года — в составе Карело-Финской ССР. Летом 1940 года в деревне был создан совхоз «Свекловичный».
С 1 июля 1941 года по 31 мая 1944 года — финская оккупация.
С 1 ноября 1944 года в составе Райкколанйокского сельсовета Выборгского района.
В 1946 году совхоз № 18 «Свекловичный» возобновил свою работу.
С 1 октября 1948 года в составе Кравцовского сельсовета.
С 1 января 1949 года учитывается административными данными как деревня Селезнёво.
В 1961 году население деревни составляло 171 человек.
Согласно административным данным 1966 года посёлок Селезнёво входил в состав Кравцовского сельсовета.
В 1968 году, расположенный в посёлке совхоз получил название «Шестаковский» в честь погибшего воина Шестакова. За советский период в Селезнёво было построено 12 пятиэтажных крупнопанельных домов.
Согласно данным 1973 года посёлок Селезнёво являлся административным центром Селезнёвского сельсовета.
Согласно данным 1990 года посёлок Селезнёво являлся административным центром Селезнёвского сельсовета, в который входили 7 населённых пунктов: посёлки Заречье, Кравцово, Лесной Кордон, Селезнёво, Яшино; посёлок при станции Лужайка; деревня Усадище, общей численностью населения 2975 человек. В самом посёлке Селезнёво проживали 2339 человек.
В 1997 году в посёлке Селезнёво Селезнёвской волости проживал 2431 человек, в 2002 году — 2158 человек (русские — 93 %).
В 2007 году в посёлке Селезнёво Селезнёвского СП проживали 2279 человек, в 2010 году — 2309 человек.

## География
Посёлок находится в западной части района на автодороге А181 (часть E 18) «Скандинавия» (Санкт-Петербург — Выборг — граница с Финляндией).
Расстояние до районного центра — 11 км.
Расстояние до ближайшей железнодорожной станции Пригородная — 2 км.
Через посёлок протекает река Селезнёвка.

## Демография
| 2007 | 2010  | 2017  | 2021  |
| ---- | ----- | ----- | ----- |
| 2279 | ↗2309 | ↘2250 | ↗2291 |

## Транспорт
В посёлке находится остановочный пункт Селезнёво Октябрьской железной дороги, с которого ежедневно отправляются электропоезда до станций Выборг и Бусловская.
Основным видом транспорта, связывающим Селезнёво с городом Выборгом является автобус, а именно выборгский городской автобусный маршрут № 12, обслуживаемый компанией ООО «Саюр». Автобусы этого маршрута следуют через посёлок до посёлка Харитоново. Также через Селезнёво проходит автобусный маршрут № 146 Выборг — Яшино.

## Улицы
1-й Полевой проезд, 10-й Полевой проезд, 2-й Полевой проезд, 3-й Полевой проезд, 4-й Полевой проезд, 5-й Полевой проезд, 6-й Полевой проезд, 7-й Полевой проезд, 70-летия Победы, 8-й Полевой проезд, 9-й Полевой проезд, Берёзовый переулок, Благодатный проезд, Брусничная, Бусловская, Весенняя, Владимирский проезд, Дружный переулок, Еловый переулок, Запрудная, Заречная, Ивовый проезд, Кедровая, Кравцовский переулок, Крутой проезд, Лесная, Малая Липовая, Малиновская, Малый проезд, Мирный переулок, Ореховая, Партизанский проезд, Полевая, Радужный переулок, Речная, Речной проезд, Рябиновый проезд, Свекловичный переулок, Солнечная, Средний проезд, Тихий переулок, Харитонова, Хвойный переулок, Цветочная, Центральная, Шестаковская, Яшинское шоссе

## Садоводства
Центральный.